# 李敖
李敖（1935年4月25日—2018年3月18日），字敖之、幼名安辰，中華民國作家、歷史學家、政治評論人、政治人物。
李敖出生於哈爾濱，成名於1960年代初，在《文星》雜誌上為胡適辯護，批判中國傳統文化，力主全盤西化，掀起中西文化論戰。早年少谈当代政治议题，後來才逐漸反對國民黨在台灣的一黨專政及個人崇拜宣傳，並反對承認中華民國在臺灣統治的合法性。20世纪70年代參與推動民主化的黨外運動，後成為政治犯兩度入獄。1987年台灣省戒嚴解除後，多次參選，2000年代表新黨參選2000年中華民國總統選舉。曾于2005至2008年于立法院任無黨籍立法委員，卸任後逐漸轉向台灣以外的華人觀衆读者發展，除學術研究、寫作、教學外，積極從事評論與思想傳播，主持《李敖有话说》、《李敖语妙天下》等多个文化政治评论节目。
李敖有濃厚的自由主義、中華民族主義思想，反對蔣家及中國國民黨的獨裁統治，反美以及反日。1990年代台灣實現民主化后，他也反對民進黨及台灣獨立，支持兩岸統一。晚年曾讚美中國共產黨和其建立的中華人民共和國讓中國實現富國強兵的願望，但同時也批評和諷刺共產黨打壓言論自由。

## 生平

### 家世
李敖的父親李鼎彝，幼年資質穎異，能背誦《論語》與《道德經》，後考入北京大學中文系，畢業後曾任東北大學講師，吉林六中校長，本來的籍貫是山東，因李鼎彝就读北京大学时獲得吉林省的公费，冒籍吉林省扶余县，但其他親人包括李敖，都以山東省濰縣為籍貫，后来國民政府將李家全家籍貫统一改为「吉林省扶餘縣」。1937年，李鼎彝遷居北平，考取公務員。中華民國的抗日戰爭時期，以國民政府軍統局特務身分潛伏於汪精衛政府，任司法部科員，1940年出任太原禁菸局局長。1941年被政敵以貪汙罪起訴，不久無罪釋放，但憤而退隱。李敖的母亲张桂贞，為師範學校畢業。
李敖祖先來自滇黔省界上的烏撒衛（今貴州威寧縣），可能是于明朝洪武14年（1381年）隨征的山東軍戶，在明军攻佔贵州、攻佔云南后驻防。建文及永乐年间，为应对胶东地区日益严重的倭乱，乌撒卫的军户又多被调防回山东。李敖自己则考據认为，其祖先可能為苗族，是被明朝征南將軍傅友德強制遷徙來的，但明初山东是仅次于山西的人口大省，洪武二十一年户部郎中刘九皋更向明太祖上疏称：「山东、山西人口众多，宜于迁出」，不可能再千里迢迢迁至苦于人口稠密，年年向外输送移民的山东地区。李敖另外考據，祖父李鳳亭生於山東，闖關東落腳關外，曾經做過馬賊，後為銀樓老闆。

### 早年
1935年4月，李敖出生于满洲国的滨江省哈尔滨，李敖在八个兄弟姊妹中排行第五。兩歲時全家遷居中華民國北平市，在北平就讀於新鮮衚衕小學。1948年，李敖以全校第一的成績考入公立第四中学校，因第二次國共內戰正熾，李敖隨著親人從北平市逃到上海市，就讀緝規中學。1949年，李敖随父母从上海乘船迁至台湾，在台中落脚后，进入省立台中第一中学高中二年级就读，由於對於學校教育體制反感，於二年級下學期開始休學，在家自修。曾與其恩師严侨（中共地下党员）密謀投奔中国大陆，李敖三年級时严侨被捕，李敖則因年紀尚輕，加上其師長各方奔走而獲得緩刑。因此還是學生的李敖省下家裡給的零用錢救濟落魄的师母和三个小孩。
1954年，以同等学力资格，考取國立台灣大學法律專修科（國立臺灣大學法律學系司法组前身），因兴趣不合，主动休学，重考进入國立台灣大學歷史學系。1959年畢業後服兵役，擔任預官。1961年退伍後，李敖又考取臺大歷史研究所。

### 文星雜誌時期
1957年，原中央通訊社社長萧同兹之子萧孟能創辦自由主义月刊《文星》。胡适去世时，《文星》杂志纪念胡适的专号卖了三版，从那时起，《文星》就成为台湾最重要的文化刊物之一；1961年，26岁的李敖以中華民國國军預官退伍，萧大胆启用，委以重任。當年蕭孟能、朱婉堅、李敖三人可稱為文星鐵三角。当时，李敖的文章发挥了很大的作用，他强调反封建和西化，其《老年人和棒子》、《传统下的独白》等颇有影响，开始闻名于台湾，在学生圈造成很大的震撼，也对时人的思想形成冲击。李敖自1961年《给谈中西文化的人看看病》一文始，与立法委员胡秋原所创办的《中华杂志》、文化大学教授史紫忱发行的《陽明》及导演邹郎所发行的《文化旗》等杂志长期笔战，以一个初出茅庐青年的形象偕同《联合报》、中央研究院学者、国立台湾大学哲学系多名学者、媒体人力抗多位学者，从此成为文化界的知名人物；1963年，李敖接掌《文星》总编辑。1965年，《文星》杂志及李敖卷入卖国控诉事件，此事件涉及美国哈佛大学教授费正清的亲共阴谋；国民党中央评议委员萧同兹自请文星书店停业，债权人盈门，萧孟能不得不逃往岛外暂避。
国立台湾大学哲学系教授殷海光被迫离职、中央研究院院長王世杰为此屡提辞呈、中央研究院近代史研究所所长郭廷以赴美不归，及《联合报》之备受抨击。

### 入獄服刑

#### 第一次入獄（1971年3月—1976年11月）
台灣时值戒嚴時期，言論肅殺，1966年，李敖发表《历史与人像》、《教育与脸谱》、《上下古今谈》、《乌鸦又叫了》、《孙悟空和我》等书，为國民黨當局所查禁，雖未因此坐牢，但1953年与严侨合谋偷渡中国大陆一事被當局發覺，并于1967年4月8日以妨害公務提起公诉；后被法庭判刑1年，但由其大学师長多方奔走，獲得緩刑。白色恐怖期間，李敖為護人權協助台獨人士彭明敏逃亡，避免其受迫害；1970年彭外逃后，遭谢聪敏和魏廷朝供出。另外，李敖由孟絕子手上拿到台灣受迫害被關的政治犯名單（內有中共、台獨人士等等），並要把這份名單送到聯合國與人權組織去告發。李敖把名單轉給國際特赦組織馬汀；但在日本被台獨人士拿走，並且在未得李敖同意之下，將其刊登在台獨刊物上，以致李敖亦被牽連判刑。1971年3月19日，李敖被捕，並於1972年2月28日因「台獨」罪名被以中華民國刑法第一百條之「内乱罪」判处十年徒刑、褫奪公權6年；法庭一审判决后，李敖没有提出上诉；后逢蒋介石逝世大赦，改为八年六个月。1976年11月19日，李敖被释放。实际被监禁日期，總計五年零八个月。

#### 第二次入獄（1981年8月—1982年2月）
1981年，李敖因「李敖侵占蕭孟能家產」與「蕭孟能誣告李敖」两普通刑事案件再度入狱。起初，台北地方法院法官判李敖無罪；台灣高等法院審理後，改判李敖入獄半年定讞。 
李敖出獄後，開始追究並報復蕭孟能。终得最高法院六件判决书，勝訴。另一方面，萧孟能且以诬告罪入狱。1987年1月14日，在高等法院法庭上，萧孟能当庭同意愿以「自承怀疑之错误，并向老友李敖表示道歉」等文字登报。
1980年代，李敖已然成为台湾知名的党外政论家，不但与党外人士合作，以批评时政的杂志文章活跃于文界，试图挑战国民党政府当时的言论限制政策，还把党外杂志汇集成的文章出版一系列书籍，批评国民党政权或讲述历史。不过因触犯《出版法》等法令，因此通常为禁书。这一段时间长达十年，李敖称为“笔伐”时期，主要作品是《李敖千秋评论丛书》、《万岁评论丛书》。

### 名嘴生涯
李敖自1980年代开始嘗試公開演说，但直至蔣經國於1987年解嚴，解除黨禁與報禁後才真正展开其公众演说生涯。随着1990年代台湾电视媒体产业开展，李敖开始与电视台合作，受邀制作个人演说节目，成為一時名嘴。
2004年至2006年，李敖与凤凰卫视合作的节目《李敖有话说》面向香港与中国大陆，并促成他于2005年访问中国大陆。2005年9月19日，李敖展开「神州文化之旅」，行程包括香港、北京和上海。过程中，分别于北京大学、清华大学和复旦大学进行了演讲，他主張演讲的目的不在於政治，而是文化與思想的活動。虽然此行程受到了香港与台湾媒体的重视并以“李敖旋風”为头版，但因其提倡言論自由而在大陆各地高校与机构的内部演说在大陆均無法得到官方媒体的直播和详细报导，不过其演讲稿及演讲片段仍透过網路上的非官方管道传播。2011年5月13日，李敖在年代新聞台節目《新聞面對面》回批劉曉波，暗諷諾貝爾和平獎得主劉曉波連上台罵中共的資格都沒有。
李敖曾經多次在其主持的節目中提到自己與女兒(長女)李文的故事，說李文是最像他六親不認，仗義，“善霸”精神的子女。也是第一個李家拿到博士學位的人，她在大陸是“維權女皇“，也是大家知道的”李文現象。” 父親時常在他的節目上幫她出氣和打抱不平。

### 政治生涯

#### 参选总统
2000年中華民國總統大選，面臨泡沫化危機的新黨提出奇招，邀請並非新黨黨員的李敖代表新黨競選總統，以拉抬新黨的聲勢。副總統候選人則由新黨立委馮滬祥擔任。在两岸问题上，李支持统一，主张两岸举行和平谈判，實行一国两制。在選舉公報上，李敖填寫的學經歷資料只有兩行：
國立台灣大學歷史系畢業。
勃起台灣、挺進大陸、威而鋼世界
在選舉的最後階段，李敖呼籲支持者轉投票給宋楚瑜。選舉結果揭曉，宋楚瑜以三十多萬票差距敗給陳水扁，李敖自己的得票則僅剩16,782票，得票率0.13%，甚至不如無黨籍參選的許信良（得票率0.63%），成為中華民國總統直選以來最低得票率。

#### 立法委员
2004年中华民国立法委员选举，李敖采用「不插旗、不拜票、不发传单、不做广告、沒有竞选总部」的方式，凭其高知名度以得票數33922，得票率5.77%，成為台北市第二選區得票數最低的當選人；任内問政，不時脫序演出。
李敖在立法委員任期內的主要活動是反对民主进步党陳水扁政府时期行政院提出的价值新台币6108亿元对美军购案。在国民党反对态度因美方压力而软化时，李敖与亲民党合作推迟了军购案的进程。2005年3月17日，李敖在立法院程序委员会质询国防部长李杰时，拿出狗鏈，直指台湾作为美国的看门狗却要自费购买武器，并亮出小刀，建议李杰「割掉卵葩算了」。
2006年10月24日，李敖为了抗议朝野各政党议程，以个人实际行动来阻挡当日程序进行。他先指出中国国民党主席马英九内定要让军购案过关，再戴上V怪客面具造型的防毒面罩，表示不畏后果要求立法院程序委员会本次会议中止，希望在场委员离席；并出示电击棒、防狼喷雾，对空喷射催淚彈，中断议事约二十分钟，導致許多立委吸入「催淚瓦斯」，一身狼狽奪門而出。11月10日，为了抗议军购案通过，李敖在总质询中秀出了自己26歲當預官時所拍的的裸照大海報，由於照片露出阳具，是「全裸遛鳥」，嚇壞或笑壞在場立委及議事人員，也讓閣揆蘇貞昌在台上哭笑不得。

#### 後續選舉
2006年底，李敖還以竞选台北市长的方式宣扬其政治理念，但仅获7795票，得票率0.61%。
2007年9月20日，李敖表示将投入立委選舉及组织政党。他将户籍由台北市大安区迁至文山區，准备参与文山区的立法委员选举，而同区的候选人包括中国国民党提名的赖士葆。9月30日，李敖以宣布成立政党「中国智慧党」的方式，提出十点政治理念，但不成功。两个月后，李敖发表新书《李敖议坛哀思录》，宣布告别政坛，专职写作。
2011年8月10日，李敖宣布代表親民黨投入次年的立委选举，於臺北市第八選舉區與中國國民黨時任立法委員賴士葆對壘。李敖稱其特別選擇時任中華民國總統馬英九的故鄉（文山區），希望藉由參選使特定媒體無法再封鎖其言論。此次選舉，李敖和2004年一樣，不進行傳統的競選活動。他對記者坦言此次當選機會渺茫，是「玩票性質的犧牲打」，主要目的是幫助親民黨越過政黨得票百分之五的門檻，得到不分區立委席位。
最終，李敖以9,436得票數（得票率5.08%）慘敗給117,892得票數（得票率63.43%）的賴士葆。而親民黨的政党票得票率达到5.49%，越过門檻，获得2个不分區立委席位。

### 逝世
2017年初，李敖被診斷出罹患脑肿瘤。該年五月底，李敖因接受放射性治療導致身體抵抗力下降而感染急性肺炎，一度病危，所幸最後康復。李敖的經紀人鄭乃嘉在2017年6月13日公開一封「李敖親筆信」，信中表示想在人生最後時間，和家人、友人與仇人再見一面做個告別；但李敖逝世後，鄭乃嘉承認當時李敖因病重無力寫信，信件內容是他和李敖討論後由他代筆。
2018年3月18日上午10時59分，李敖病逝於台北市北投區台北榮民總醫院，享壽83歲。李敖病逝後，文化部部長鄭麗君表示李敖是黨外運動時代對抗兩蔣威權統治的重要人物，呈請總統府頒發褒揚令。李敖長子李戡對外表示：「後事務求從簡，婉謝褒揚」，聲稱依照李敖遺願。3月21日舉行簡易的家祭儀式後，遺體火化，骨灰安放新北市三芝區的龍巖白沙灣安樂園。

## 其它活动

### 捐款
台灣白色恐怖時期，李敖常不定时捐款給党外杂志與黨外人士，並幫助老師殷海光及其遺孀。 
1994年，由于东吴大学校長章孝慈的促成，李敖至東吳大學歷史學系任客座教授，并与东吴大学校长章孝慈结为好友。當時李敖開的課大受歡迎，一大堆學生排隊搶著修。章孝慈是前總統蔣經國的私生子，在白色恐怖時代，李敖一直在罵蔣介石、罵蔣經國，卻被蔣介石與蔣經國的子孫章孝慈聘任為客座教授，充滿戲劇般的衝突。章孝慈在1994年8月15日的一場公開演講中說：「李敖是備受爭議的作家，有人說他是瘋狗、有人說他是流氓、有人說他打手、有人說他天才，但我們很單純，就是讓任何角度的學者，都可在東吳發展一個看法、一個見解。」后章孝慈腦溢血卧病在床，李敖拍卖生平珍藏字画所得新台币700余万元，由黄宏成与张美珍一同送往东吴大学，由教授王伟勇代收，作为章孝慈医疗费用。
1997年，李敖为抵制日本政府藉亞洲婦女基金會來與慰安婦私了之舉，故公開發起義賣，拍卖自己收藏的字画古董，包括胡适送的书法作品等來義助台湾慰安妇，總共義賣新台币3,800万元，轰动一时。並曾捐新台币一百万元给高金素梅，支持她去联合国總部抗议，要求日本承認第二次世界大戰中的日軍暴行。
2005年访问北京大学时，李敖捐出人民币35万元，希望于北京大学校园内塑立曾任國立北京大學校長的中國著名思想家胡适铜像；李敖表示，当年他穷，胡适借了新臺幣1,000元给他，现在他捐人民币35万给北京大学，也算是还了1,500倍给胡适。不過北京大學直至李敖辭世都未實現此事。

### 诉讼
李敖雖然未從国立台灣大學法律系畢業，但他在獄中精研法學，頗有所成。後來他每每與名人發生法律糾紛，對簿公堂，一生出庭超過三百次。傳言李敖是「法庭上的常勝軍」，但其實不然，他多半「敗多勝少」，他並不考慮勝敗，「我打官司輸的機率還是很高，不過，重要的是過程，而不是結果，整個訴訟過程，其實是很有趣的。」他控告別人時，一旦敗訴，就會又再提起另一個案件，繼續控告，即使被告贏了官司，卻也被漫長的訴訟過程搞得精疲力竭，這就是李敖要達成的目的。冗長與繁複的訴訟過程，往往使對方不堪其擾，最後只好尋求和解，故李敖時常被稱為「訟棍」。
1981年6月李敖因与萧孟能的财务纠纷，被台湾高等法院判决为“李敖连续意图为自己不法之所有而侵占自己持有他人之物，处有期徒刑陆月”。李敖怀疑此事背后有国民党政府的政治干预，他花了八年的时间自力进行司法救济，终获中华民国最高法院撤销原判。李雖耗費近八年半的時間，但也因此「一戰致富」。
1983年《秋海棠雜誌》刊登一篇攻擊李敖的文章，李敖得知後，一狀把當時《秋海棠雜誌》發行人郁慕明告上法庭。但兩人感情還不錯，時常約出來喝茶、喝咖啡。郁慕明想要和解，李敖給郁慕明兩個條件選擇，一是郁慕明退出國民黨，二是要郁慕明以新台幣360萬元買下他台北市敦化南路林肯大廈的一間套房（當時市價不到新台幣180萬元）；郁慕明不願退黨，只好買下房子。不過幾年後房價大漲，套房價值超過新台幣1000萬元，郁慕明因此賺了不少，而他們也因此成為好友。
1988年1月，李敖以「遗嘱上的见证人签名是到灵堂才签的」為由，向台北地检处告发時任總統李登辉與五院院長俞国华、倪文亞、林洋港、孔德成、黃尊秋等人伪造蒋经国遗嘱，涉嫌伪造文书罪。同年3月，台北地检处侦查终结，认为没有犯罪的刑责，予以结案。
有一次《自由時報》報導「李敖開車闖紅燈」，這其實只是李敖上邱彰節目說的笑話，李敖因此狀告《自由時報》負責人林榮三誹謗罪，法院判賠李敖新台幣十萬元；李敖上訴，還對法官說，「你判十萬，不是看不起我，是看不起『大土蛋』林榮三：他這麼有錢欸，才賠十萬？」法官於是判賠李敖新台幣五十萬元。
2013年，李敖控告許倬雲，因為他得知許倬雲出書，稱李敖是打手、說謊、偷書變賣、背叛朋友，而且因為偷竊而未能畢業，被李敖一狀告到台北地方法院，一審判許倬雲敗訴，必須賠李敖新台幣200萬元，並要在中國大陸與台灣的六家傳媒登報道歉。

## 觀點及立場

### 對於黨外運動及人士的看法
李敖聲稱：「沒坐過牢的人，沒有資格批評施明德。當年政治犯的求饒信或自白書，都是人家幫你寫的，強迫簽名，若不簽就硬壓你畫押。那些求饒信的文筆及那麼漂亮的毛筆字，施明德寫得出來嗎？」
李敖聲稱：「在國民黨的白色恐怖之下，爭取言論自由，其中我有一個小老弟，叫做陳水扁，所以在雜誌上面，我是總監，他是發行人。」甚至在民進黨創黨之前，李敖與陳水扁就曾經密謀要組個政黨。李敖聲稱：「我們到陳水扁家裡，他那時候在外面演講，還沒回來，過了不久，他就回來了，我就提議我們組黨，他說組黨，這會抓人的啊，最好的證人，就是現在的許榮淑。」
李敖聲稱：「我跟陳水扁認識久，他算是我的小老弟，陳水扁是假黨外、陳水扁是假臺獨，重點是他還不聰明。謝長廷比較聰明。」
李敖聲稱：「謝長廷是黨外最聰明的男人，陳文茜是黨外最聰明的女人。」擔任立法委員，質詢行政院长谢长廷時，一度“拉谢打扁”，声声呼唤“长廷”悬崖勒马，“勇敢摆脱”陈水扁，以“长廷”的智慧，给台湾人一个希望：「长廷，勇敢地脱离陈水扁！告诉聪明的台湾人，甚麼是我们的方向！」

### 對於兩蔣的看法
李敖聲稱：「蔣介石不如崇禎，蔣經國不如阿斗。」
李敖聲稱：「蔣介石真的彻彻底底是王八蛋，但他也有一些優點，就是他死掉了可以減刑，我本來判十年，變坐牢五年多。我岳母，前妻（胡茵夢）的母親，應該說是前岳母，還說國民黨真偉大呀，居然把李敖放了。」
李敖聲稱：「中正紀念堂就是卡在臺北正中心的一座死人靈堂，民進黨只是小鼻子小眼睛，我問民進黨敢不敢玩真的？為甚麼要改名？應該要剷平，應該要打掉、砸掉、拆掉。」還諷刺民進黨說：「勇敢的臺灣人、有種的民進黨，就把它炸掉嘛！搞個遮羞布幹甚麼呢？每次都像賊一樣遮來遮去的，沒出息！」李敖消遣陳水扁「沒種」，聲稱“中正紀念堂”蓋得像個靈堂，簡直醜死了，為何不直接將中正紀念堂炸掉。
李敖聲稱：「二二八事件確實是個悲劇，以責任來看，蔣介石派兵是要負全責，應該要被你們台灣人千刀萬剮、碎屍萬段，但他內戰都打得焦頭爛額，還管你殺人不殺人？蔣介石不給你們談論『二二八事件』，但他槍斃了陳儀，那意思是說，有錯誤，但這個錯誤不是我，是他，所以我把他幹掉了。就像殺了岳飛，找了一個替罪羊解決一切，宋高宗沒問題，找了個秦檜負全責一樣。這個方法是有效的，現在臺灣民進黨或國民黨都罵陳儀，這說明了蔣介石歸罪陳儀的方法，絕對有效的。」但是最後，他表示他一想起「民進黨一直利用二二八事件催本省人的票，心裏就生氣」。1997年，李敖與陳境圳合著、新新聞文化出版《你不知道的228》，提出二二八事件相關的一千個問答；2007年，李敖出版社發行該書新版，李敖在新版感言中諷刺，刻意誇大與扭曲二二八事件者「以歪曲行公義，以殺伐行和平，以鬥倒鬥臭行和解，以『一個也不饒』行寬恕」。
2005年3月18日，在《李敖有話說》第270集中說，那些人用二二八事件製造悲情與族群衝突，一邊製造悲情、一邊說「我們不要陷入悲情」，一邊製造族群衝突、一邊說「我們要維護公義與和平」；他們還用二二八事件做了錯誤的歷史解讀，把二二八事件栽在新的外省人的頭上，把台獨理論架構在二二八事件之上，從而要求外省族群「你們要給我乖乖的」，這就是「舊賬新栽」。
李敖曾多次公開表示中華民國已經“滅亡”，并曾以蔣介石提及“中华民国亡了”的言论以印证其观点。

### 對於中共的看法
李敖於神州文化之旅中直言：「我支持共產黨。」他聲稱共產黨真正使中國大陸富國強兵；但李敖也曾对中共的某些政策加以讽刺。李敖曾說：「我李敖就是要保護共產黨。文革、三反五反、大饑荒，很多事件，五千萬人死了，這我承認。但也要看到從1949年到90年，共產黨使整體中國人的平均年齡增加了三十年；最近十年又達到了四十年，整體中國人長壽多活了四十年。共產黨做的好事，不能被抹掉。但共產黨得有個大國的樣子。連我這麼擁護共產黨的人，它都要得罪。我希望它能改變，它也在改變，但改得太慢了。」
李敖於《李敖有話說》以及在北京大學的演講中坦言，六四天安門事件是不幸的事件；但他同時指出，類似共產黨清場的作法，歷史上在多個國家也曾多次出現，很多法制國家皆不允許人民在中央廣場盤踞不去，“任何政府在這個時候都是王八蛋”。李敖特別舉出，1930年代美國在華盛頓廣場鎮壓一次大戰退伍老兵，以及1970年代美軍進入肯特州立大學殺害反越戰大學生的例子。
李敖贊同鄧小平提出的一國兩制，參選2000年中華民國總統選舉時甚至直接表示，自己參選的是「中國台灣地區的領導人」，但其亦提到過類似一國良制的主張：“（一國兩制的話）現在至少承認我們的制度，雙方比賽有50年的機會，看誰輸。”2007年9月，李敖籌組中國智慧黨之時，亦提出相信中華民國之存在者就是「笨蛋」之言論，還說「智慧使我們不相信中華民國是一個國家、不相信台獨、不相信以台灣之名進聯合國、不相信共產黨是敵人、不相信軍購、不相信固守保台、不相信美國來救我們、不相信美國是我們朋友、不相信自己不是中國、不相信藍綠」。

### 對於宗教的看法
李敖是一個不可知論者，但他對佛教、伊斯蘭教、道教、基督宗教等各種宗教都有一點研究，他說佛教太洞悉女人，「《大般涅槃经》裏竟说『女人大魔王，能食一切人』，无情翻我们底牌如此」，又說「回教據說也不壞，可是這種宗教太劇烈了，穆罕默德傳教時動不動就把明晃晃的寶刀一亮，不信就有被殺的可能，青龍偃月之下，只好信了，可是信了又容易自殺」，亦說「道教是進步的宗教，當年張天師登壇作法、煉汞燒丹，可是現代的張天師卻走到廣播電台，用科學方法布起道來了」。至於基督新教和天主教，他聲稱：「信這兩種教，都容易被人誤會是為了交男友、學英文和領奶粉。」
李敖曾經聲稱以前的基督宗教傳教士有高明的宣傳技巧，表面上教人修身養性，卻把百分之一的基督教福音，放入百分之九十九的一般世俗文化中，讓人在研讀時不知不覺被潛移默化。
李敖在北京参观法源寺时宣稱：「原始的佛教与现代的佛教是有冲突的，我今天参观法源寺，看到很多了佛像、很多神，这些东西在宗教史和艺术史上是非常有意义的，但在信仰上，总有一个声音在我脑子裏打转。在釋迦牟尼时代，佛教裏是没有神的，但是发展到后来，佛教变得有神，而且是多神。我要说釋迦牟尼不是神！」李敖尤其批評藏傳佛教，在其著作《李敖大全集》中收錄了批評西藏歷史上神權統治的文章。他提出證據，試圖揭露西藏運用神權統治一事的黑暗面，李敖除了痛罵林雲用藏傳佛教騙人，是妖僧之外，還曾經消遣信奉密宗的世交晚輩王菲，諷刺說：「王菲大可當個女活佛，說不定還得個諾貝爾獎。」

## 個人生活

### 感情及婚姻
李敖情史非常豐富，他聲稱自己交過數十個女友、情婦，每次受訪，對情人的實際數目，多答以「不計其數」 。
李敖十八歲那年交往第一任女友羅君若，在台中一中休學之後，每天寫情書給她，終於獲得佳人芳心，但一公開兩人關係，女方家長就立刻反對兩人交往，原因是李敖家境太差。李敖悲戚之餘，吞了一瓶安眠藥自殺，室友翁松燃緊急將他送醫急救，才撿回一命。
早年李敖曾與作家王尚義胞妹王尚勤同居，當時王尚勤號稱「台灣大學水仙花」，兩人濃情密意，未婚生下女兒，但王尚勤懷孕時，李敖已經又有了另外一個女友吳海蒂，王尚勤雖然一度回到李敖懷抱，但因李敖外面女友太多，最後依舊分手，生下女兒李文後，李敖與其弟李放偷偷把李文抱回家中，請自己的母親张桂贞撫養。王尚勤回憶其舊情人：「愛錢，沒世界觀」。
李敖1980年在蕭孟能介紹下，與當時紅極一時的演员「台灣第一美人」胡茵夢結婚，由高上秦和孟絕子證婚，婚姻關係僅維持了一百多天，離婚協議書也很簡便，由胡茵夢起草，主文只寫上「我倆同意離婚，今後有關財產問題，無任何關係。男婚女嫁，各不相干」。被媒體利用百日維新的諧音雙關語，戲稱李、胡二人為「百日維姻」，閃電離婚時，李敖宣稱是因與胡茵夢「因理解而結合，因誤解而分手」。
李敖也痛批蕭孟能誘騙胡茵夢出庭作伪證，導致李敖因被诬敗訴，入獄半年。。
李敖第二任妻子王志慧是李敖在公車站牌前相遇的，當年王志慧是護專學生，有著一雙美腿的她吸引了李敖的目光，李敖於是前往搭訕，發現她在公車站牌前看李敖的書，李敖浪漫地默寫了昔年的獄中作品《忘了我是誰》送給她，兩人交往，李敖為她取下愛的暱稱「小屯」，兩人論及婚嫁時，王志慧父母嚴厲反對，認為李敖不但比她年長三十歲，足夠當她父親，而且還花名在外，非常不可靠。她誓言：「如果不嫁給李敖，我就一輩子不嫁！」王志慧的父母只好同意兩人成婚。兩人育有兒子李戡，女兒李諶。

### 罹患適應障礙症
2016年7月29日，李敖感覺情緒不振，後在醫師診斷下，發現罹患適應障礙，暫停所有節目通告。

### 軼聞
1995年，李敖开始在真相新闻网主持节目《李敖笑傲江湖》，真相新闻网创办人周荃赠予李敖一件红色夹克以作节目标识。红夹克从此成为李敖个人形象的招牌。
李敖的嗜好是觀賞日本成人影片，欣賞的AV女優為小澤圓。
李敖是知名的政治犯，故在獄中被禁止看報紙，但他為了得知外界的資訊，向管理員要求看報。該管理員欣賞李敖的文采，願意冒險幫他，但要李敖寫詩相贈，李敖於是寫下了新詩〈忘了我是誰〉，向管理員交換報紙，這首新詩後來在許瀚君譜曲之後，成為著名的民歌。
李敖說：「劉德華不能說不帥，缺點是臉長得太『苦情』了一點，金城武帥多了，但金城武的缺點是他擁有「可惡的日本人」血統。」但李敖在《魯豫有約》時，又說他覺得劉德華「不好看」，因為臉太「苦相」，陳魯豫則說劉德華很英俊，驚呼連連。李敖也在微博上開金城武玩笑，說他長得「奸夫相」。
李敖公開支持駐外的新聞局官員郭冠英，郭冠英是李敖的好友，以筆名范蘭欽發表辱台言論，後因曠職、瀆職、而遭免職。李敖說：「郭冠英很有才，被台獨人士害慘了。」於是包了一個1,000美元的紅包予郭冠英。郭冠英表示：「我很不高興，因為李敖跟我的交情，這個錢太少了！他的應該是以10萬美元起價。」
李敖在2013年4月1日愚人節曾爆出烏龍死訊，但隨後證實該日死去的是其好友陳文茜的一條狗，該狗名為「李敖大哥大」。
李敖曾公開爆料，曾收到中國國民黨籍立法院院長王金平私下的新臺幣兩百萬元現金，並提出自己贈與超過市價新臺幣兩百萬元的名畫給王。
李敖與藝人小S鬧官司時，以小S邀請他上《康熙來了》五次，作為撤銷告訴之條件，並宣稱要幫《康熙來了》衝收視率。然而因收視率並沒有提升，結果只來了該節目兩次。
李敖著作《北京法源寺》報載2000年獲諾貝爾文學獎提名時，他表示：“那根本不算甚麼，世界上任何一所大學的文學教授和語言學教授都有提名資格，瑞典學院每年都會收到數百個提名，但最終還是要看被提名的小說到底怎麼樣。”他同時也聲稱：“在歷史上，諾貝爾獎的頒發經常不公正，托爾斯泰沒有當選是遺憾，毫無資格的賽珍珠當選是錯選。而且，諾貝爾文學獎評委會歷來不給中國人文學獎，不承認語言隔閡的原因，只認定我們沒有世界級的作品，這是有偏見的。”。他亦曾經說過：“因為你要出賣你的祖國，你才有機會得獎。”

## 選舉紀錄
| 年份 | 選舉及屆數             | 選舉區                 | 政黨   | 得票數 | 得票率 | 當選標記 |
| ---- | ---------------------- | ---------------------- | ------ | ------ | ------ | -------- |
| 2000 | 第十屆總統、副總統選舉 | 第十屆總統、副總統選舉 | 新黨   | 16,782 | 0.13%  |          |
| 2004 | 第六屆立法委員選舉     | 臺北市第二選舉區       | 無黨籍 | 33,922 | 5.77%  |          |
| 2006 | 第四屆臺北市市長選舉   | 臺北市                 | 無黨籍 | 7,795  | 0.61%  |          |
| 2012 | 第八屆立法委員選舉     | 臺北市第八選舉區       | 親民黨 | 9,436  | 5.08%  |          |

## 節目主持
| 日期                         | 頻道                 | 節目名稱                   | 備註                                          |
| 1990年代                     | 真相新聞網           | 《李敖笑傲江湖》           | 播出時間待考，共1000集                        |
| 1999年                       | 真相新聞網           | 《李敖秘密書房》           | 播出時間待考                                  |
| 2002年－待考                 | 中天新聞台           | 《李敖大哥大》             | 播出時間待考                                  |
| 2004年－待考                 | 環球電視             | 《挑戰李敖》               | 播出時間待考                                  |
| 2004年3月8日－2006年12月31日 | 鳳凰衛視中文台       | 《李敖有話說》             | 游本嘉、王祥基製作，周一到周五下午4點45分播出 |
| 2004年12月27日－待考         | 台視主頻             | 《李敖Talk秀》             | 白汝珊製作，星期三晚上9點播出                 |
| 2008年                       | 鳳凰衛視中文台       | 《笑傲六十年：有話說李敖》 | 劉春、蘇靜芬製作，共5集                       |
| 2009年1月1日－2009年6月14日  | 盛亞衛視、高點電視台 | 《李敖語妙天下》           | 鄭乃嘉製作，周一到周五晚上9點播出，共113集    |

## 著作
李敖著作等身，曾於1999年出版40巨冊的《李敖大全集》。晚年原擬整理後期著作，編為《李敖大全集》第41-85冊，未成而逝。

## 獎項榮譽
李敖曾獲廈門大學、暨南大學、海南大學、海南師範大學等校頒授榮譽教授或客座教授，也獲得新浪微博「2011年最具影響力文化人物獎」。
| 年份   | 獲提名         | 獎項                                 | 結果 |
| ------ | -------------- | ------------------------------------ | ---- |
| 1997年 | 《李敖回憶錄》 | 金石堂年度十大最具影響力的書         | 獲獎 |
| 1997年 | 《李敖回憶錄》 | 聯合報讀書人年度最佳書獎（非文學類） | 獲獎 |
| 2010年 | 《陽痿美國》   | 亞洲週刊中文十大好書（非小說類）     | 獲獎 |

## 評價
公眾及各界人士對李敖的評價不一。李敖備受爭議的地方包括他透過提告別人來謀利一事、他所發表的偏激言論及其政治立場。

### 中立評價

#### 逝世後所受到的中立評價
作家富察延賀於李敖逝世一天後的2018年3月19日撰文表示：「很多人提及早年啟蒙於李敖大師的故事。傳統下的獨白，獨白下的傳統，雖然他在一九六零年代的台灣接續了新文化運動的大旗，繼續反傳統丶擁抱西化。然而骨子裡他一直具有某種傳統中國文人的特質，才子風流是一方面，另外一方面則是機智圓熟的無根游士，遊刃有餘地周旋在各種政治勢力之間。 他被視為大師，恰恰是不出產思想家、而盛產遊士的中華土壤之果實；他能夠影響一兩代人，反過來說明今日的華夏世界在思想方面依舊不可救藥的孱弱和蒼白；他是民主自由的啟蒙家，凸顯了華夏世界古老專制威權傳統的厚重和凝固。」

### 負面評價

#### 在生時所受到的負面評價
2005年9月28日，中華人民共和國民主運動人士劉曉波批評李敖和抨擊神州文化之旅：「李敖是個患有畸形自戀狂的戲子文人，無論走到哪、也無論講什麼，他都忘不了貶低別人和抬高自己；那種自我炫耀的無恥勁頭，真是世所罕見。然而，罵遍天下的李敖，獨獨對中共及其領袖不罵反誇，從毛澤東到鄧小平再到胡錦濤，從第一代誇到第四代；在《鳳凰衛視》上誇還不算，來到大陸也要繼續誇……李敖在台上向中南海的新舊權貴撒嬌，清華學生在台下向李大師撒嬌，李敖的表演就在台上台下的互媚中結束，堪稱『超級圓滿』……向權勢者和名流獻媚，早已變成中國人的第二本能了……更令我作嘔的是他近於無賴式的精明：為了讓肆無忌憚的媚相不太難看，他又在獨裁愛國主義的煽情中撒上點自由主義的味精。」
2005年12月27日，《黃花崗雜誌》發表一篇署名任詮的文章，批駁了李敖在位於中國大陸的數間知名大學演講期間所發表的一系列言論，並且指責李敖經常自吹自擂，而且言談虛偽，又不敢正面回應复旦大学師生所提出的質疑等等，作者亦引用某個不知名人士所説的説話，表示：「李敖在北大關於中共的表態是『擁抱專制』。他的言論是不是應該受到那麼大的重視？我表示很大的質疑。因為以我在臺灣的經驗，李敖的言論在臺灣社會根本沒有什麼影響。至少在知識界，沒有人把他的言論當成值得回應的言論去看待。」
同一天，《黃花崗雜誌》刊登了著名學者辛灏年所發表的演説文，文中尾段聲稱：「因為李敖一旦遇上了一個真正自由民主的制度，一個高度文明的自由民主制度，他就根本沒有市場了，這個『五胎俱全』的禍胎，就一定會死的。他只是威權民主制度下的一個令人噁心的記錄，是大陸共產專制統治下一個令人生恨的玩偶，是中國傳統知識分子中一個最壞的典型，卻必將成為真正自由民主制度下的一個死胎，並且永遠不再有『投胎』的機會。倘能如此，那才是中華文明之福。」

#### 逝世後所受到的負面評價
2018年3月18日，李敖逝世後不久，政評家曹長青在《民報》上發表文章，表示他曾經很欣賞李敖的個性，原因是李敖以前擁護自由主義、以親西方的著名文學家胡適為榜樣和敢於與實行威權民主制的台灣中華共和國作對等等，但他聲稱李敖後來淪為「沒有良心、沒有道德底線、沒有任何做人基本規矩的『非人』」，為了自身利益，不斷為中華人民共和國高唱讚歌和聲稱中國所面臨的所有問題都是由美國所造成的等等，又故作高深地寫了很多沒有深度的作品，而且把重視個體價值、自由及責任的個體主義曲解為只重視自己的利益及風頭的個人主義，成為了一個毫無責任感的放蕩主義者，以提告別人這種行為為賺錢的方式，並且對此毫不感到羞恥，甚至以此為榮，最後因失去公眾對他的尊重一事而逐漸不再被社會重視，最後曹長青總結道：「一個人辛辛苦苦努力了一輩子，寫了上千萬文字，就想要風光，要得意，甚至想在文化人中當『王』的人，結果落到不僅被遺棄，更落到被正常文化人（無論哪個陣營）當小丑看的地步。李敖其實是非常可憐的。歸根結底，我認為最根本的是中國文化裡面的毒素害了他。能把漢武帝之後的十幾個皇帝倒背如流的李敖，下了太多功夫研習怎樣毒死自己。在這點上，他成功了。」
雖然對李敖的機智表達欣賞之意，但是富察延賀表示李敖並非真正的思想家，僅僅只是一個傳媒家：「他的有名，實際上和電視大眾媒體的興起有關，而電視更洞見了他是媒體人而非思想或文化大師的本質。」他進一步表示李敖是一個乘舊文明逐漸衰敗之機獲取名氣的網紅：「按照劉仲敬的説法，每個人在社會上都有自己的生態位置。李敖在台灣，扮演的是日治時代已經積累出的土豪社會，在土崩瓦解的同時，游士突然佔據了舞台的中心。『游士的存在是舊文明毀滅的標誌，但不是原因。他們沒有再造文明的能力，卻一再高估自己的重要性。』 對於已經去世的人，上述這些看法並非不敬。反而，為尊者諱的糟糕傳統會製造出虛假而偉大的祖先偶像。 」最後富察延賀於文章的結尾提出一個關於李敖的問題：「嬉笑怒罵的人生，他的心靈真的自由嗎？就像他的思想是否自由一樣，每個人都有自己的答案。」
2018年3月19日，李敖逝世後一天，週報《看中國》發表文章，提及了李敖一生中的各種具爭議性的言行，包括因明星徐熙娣所開的一個玩笑而提告和侮辱她、無故批評歌星蔡依林和僅因明星林青霞嫁給企業家邢李㷧一事而故意嘲諷她，作者亦引述了其前妻胡茵夢在其所寫的書籍中的部份內容來批評李敖，胡茵夢在書中表示她認為李敖的品格差劣，並且指責李敖經常羞辱她，胡茵夢這樣評價李敖：「人即使擁有再多無知的支持者，終場熄燈時面對的，仍然是孤獨的自我以及試圖自圓其説的掙扎罷了。」
2018年3月22日，李敖逝世後幾天，社評人彭振宣撰文表示其認為李敖以中國傳統士大夫價值觀來評價美國和台獨派一事反映出他從未真正理解西方與東方在思想上的差異：「李敖拿了中國歷代評價王朝開創的價值觀套在台灣頭上，認為只有透過流血戰爭得來的政權才叫『得國最正』，所以他認為不敢發動流血革命的台獨，就跟歷朝那些謀朝篡位的竊國小人沒什麼不同。但李敖似乎沒注意到，很多具有台獨理想的人追求的不只是政治上的獨立，更是希望跳脫中國傳統的政治價值跟遊戲規則。」彭振宣認為李敖本質上與以自由民主主義價值觀評價中華傳統文化的著名作家柏楊相似，然而，柏楊所提出的意見雖然不夠客觀，但是他比李敖更受台灣人歡迎，彭振宣認為由於李敖只把民主當作選賢的手段而非目的，因此晚年才會投向他眼中成功治理中國的共產黨，彭振宣又引用了李敖在《傳統下的獨白》中所寫的一段文字：「好像愈是在青年時代前進的人，愈是在老年到來冥頑不靈的人。」最後彭振宣以對於李敖的偏向中立的負面評價作結：「李敖在思想上（現實生活我不知道）大概無愧於一個堅持中國國族認同、傳統士大夫道德價值、中國本位問題意識的中國知識份子。但要是他今日回看自己的這段文字，不知道是不是更能體會康有為晚年的感受？」
旅美華人作家何清漣及著名異見人士余杰曾稱李敖為「制度套利者」。余杰在其所寫的、被出版於2019年8月21日的書籍《今生不做中國人》中提到自己曾經是李敖的粉絲，但余杰聲稱自己後來已經超越了李敖，並且表示他認為 曾經聲稱一輩子不離開臺灣的李敖在於2005年開展的神州文化之旅結束之後，由反對國民黨的鬥士淪為諂媚共產黨的奴才，余杰也在書中對李敖作出了詳細的批評。